# Грекс

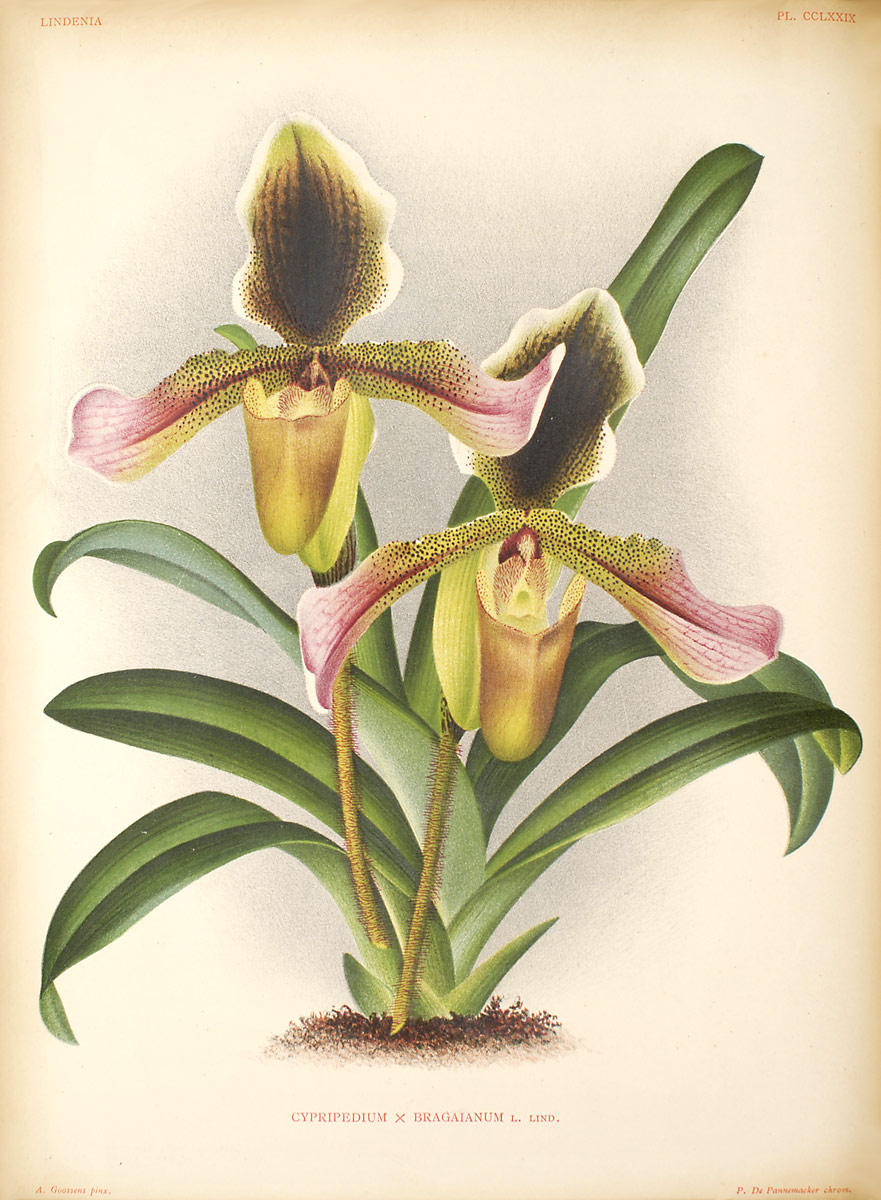
Грекс Paphiopedilum Godseffianum
(= Paphiopedilum boxallii x Paphiopedilum hirsutissimum) NC Cookson 1889
Ботанічна ілюстрація з книги «Lindenia Iconographie des Orchidées», 1892

Грекс (лат. grex) — термін, прийнятий у галузі квітництва, що займається рослинами родини Орхідні.
Термін утворений від латинського іменника grex (мн. ч. greges) — стадо, зграя, табун; натовп, група, суспільство; загін, зграя. Введено Карлом Ліннеєм для використання біномінальної номенклатури в класифікації штучних гібридів.
Грексом може називатися гібрид між двома або більше видами, між двома або більше грексами і між двома або більше видами і грексами.
Правила і рекомендації по номенклатурі та реєстрації гібридів і сортів орхідей опубліковані в довіднику Orchid Nomenclature and Registration (fourth edition 1993).

## Іменування
Повна назва грекса складається з двох слів: назви роду (або назви гібридного роду) і епітета грекса. Назву роду зазвичай записують курсивом, а назву грекса — прямим шрифтом, при цьому власне назва грекса може складатися як з одного, так і з більшого числа слів.
Кожне слово епітета грекса повинно починатися з великої літери. Лише один раз в епітеті можуть використовуватися слова: «grex» або «gx».
Починаючи з 1 січня 2010 року, епітет грекса не може використовуватися, якщо він ідентичний епітету нотовида того ж походження.
Рослини, отримані в результаті схрещування грекса і нотовида одного і того ж походження не можуть утворювати нові грекси.
Назви грекса може бути прийнято, якщо є імена, прийняті обох батьків.
Нотовиди і грекси створені до 1 січня 2010 року повинні відрізнятися за способом написання. Епітет нототаксона пишеться курсивом, з малої літери, перед ним ставиться знак «×». Епітет грекса пишеться з великої літери, звичайним шрифтом і без знака «×» перед епітетом.
Повна назва культивара (клона) складається з назви роду, назви грекса і назви культивара (останнє пишеться в одиночних лапках).
Приклади назв грексів:
- Phalaenopsis Bronze Maiden (Mrs Lester McCoy) 1964
= Phalaenopsis schilleriana × Phalaenopsis mannii
Тут Mrs Lester McCoy — творець грекса, 1964 — рік офіційної реєстрації грекса.
- Dendrobium Stardust
- × Darwinara Charm

Приклади назв культиварів:
- Paphiopedilum Maudiae 'Queen' — повна назва культивара 'Queen', одного з культиварів грекса Paphiopedilum Maudiae.
Paphiopedilum lawrenceanum × Paphiopedilum callosum.
- × Vuylstekeara Cambria 'Plush'
Тут × Vuylstekeara — гібридний рід, створений шляхом схрещування рослин з родів Cochlioda × Miltonia × Odontoglossum.

Клоном у квітникарстві орхідей називається конкретний представник грекса, а також його вегетативне потомство (у тому числі отримане за допомогою масового меристемних клонуваннь).
Офіційній міжнародній реєстрації підлягають саме грекси, в той час як клонам присуджуються різні нагороди багатьма національними орхідними товариствами. На клони орхідей поширюються міжнародні угоди про сорти рослин, зокрема, переслідується фальсифікація при продажу.
Оригінатором (Originator Name) грекса вважається селекціонер — власник материнської рослини. При реєстрації вказується також реєстрант (Registrant Name) — людина, що подала заявку на реєстрацію, при цьому необхідною умовою є наявність квітучого примірника даного грекса.